# Planica7
Planica7 je štiridnevna strnjena smučarsko skakalno-letalna turneja, ustanovljena leta 2018, ki bo v okviru svetovnega pokala potekala na Letalnici bratov Gorišek v Planici. Turnejo sta soustanovila planiški organizacijski komite in Mednarodna smučarska zveza.

## Turneja

### Nagradni sklad
Skupni zmagovalec turneje Planica  7 bo na koncu prejel 20.000 švicarskih frankov nagrade

### Format
V skupni seštevek štiri dni brez prestanka trajajoče turneje Planica7, na skupaj treh tekmah, šteje 7 najboljših rezultatov: štirje uradni s posamičnih tekem, dva uradna z ekipne tekme in en kvalifikacijski skok: 
|               | Tekem | Serij   |
| ------------- | ----- | ------- |
| Posamično     | 2     | 4 (2x2) |
| Kvalifikacije | 1     | 1 (1x1) |
| Ekipno        | 1     | 2 (1x2) |
|               |       |         |
| Skupaj        | 4     | 7       |

## Gostitelj

### Zemljevid
| PlanicaPlanica7 (Slovenija) |

### Rekord letalnice
| Slika | Naprava                  | Kraj    | Rekord               |
| ----- | ------------------------ | ------- | -------------------- |
|       | Letalnica bratov Gorišek | Planica | 252 m Rjoju Kobajaši |

## Izvedba
| Leto | Datum              | Zmagovalec     | Drugi                | Tretji               |
| ---- | ------------------ | -------------- | -------------------- | -------------------- |
| 2018 | 22.–25. marec      | Kamil Stoch    | Johann André Forfang | Robert Johansson     |
| 2019 | 21.–24. marec      | Rjoju Kobajaši | Markus Eisenbichler  | Timi Zajc            |
| 2021 | 26.–28. marec      | Karl Geiger    | Rjoju Kobajaši       | Markus Eisenbichler  |
| 2022 | 24.–27. marec      | Timi Zajc      | Marius Lindvik       | Peter Prevc          |
| 2023 | 30. marec–2. april | Stefan Kraft   | Anže Lanišek         | Timi Zajc            |
| 2024 | 21.–24. marec      | Daniel Huber   | Peter Prevc          | Johann André Forfang |
| 2025 | 27.–30. marec      | Domen Prevc    | Anže Lanišek         | Andreas Wellinger    |